# Soziale Mehrwertsteuer
Als Soziale Mehrwertsteuer wird die Besteuerung des Konsums zur Finanzierung der Sozialversicherung bezeichnet. Bei Einführung einer solchen Steuer wird zumeist der Arbeitgeberbeitrag abgesenkt. Das Konzept wurde vom Schweizer Ökonom Hans Christoph Binswanger (Förderverein Ökologische Steuerreform) entwickelt.

## Umsetzung in verschiedenen Ländern

### Dänemark
Ein mehrwertsteuerähnliche Abgabe zur Finanzierung des Sozialwesens wurde Ende der 1980er Jahre in Dänemark als arbejdsmarkedsbidrag (AMBI) eingeführt, gleichzeitig wurden die Arbeitgeberbeiträge für die Arbeitslosenversicherung abgeschafft. Die Abgabe wurde später mit der Mehrwertsteuer zusammengeführt.

### Deutschland
Als soziale Mehrwertsteuer kann man die 2007 von 16 % auf 19 % erhöhte Umsatzsteuer verstehen, weil gleichzeitig der Beitrag zur Arbeitslosenversicherung von 6,5 % auf 4,2 % abgesenkt wurde.

### Ungarn
Im Juni 2009 hat Ungarn ein Steuerreformpaket beschlossen, wobei Lohnnebenkosten um 5 Prozentpunkte von 32 % auf 27 % verringert wurden und gleichzeitig die Mehrwertsteuer von 20 % auf 25 % angehoben wurde.

### Frankreich
In Frankreich wird seit einigen Jahren über eine soziale Mehrwertsteuer (TVA sociale) diskutiert. Am Jahresbeginn 2012 kündigte Staatspräsident Sarkozy konkrete Schritte an, die Lohnnebenkosten zu senken und die Mehrwertsteuer zu erhöhen, um die Wettbewerbsfähigkeit der französischen Wirtschaft zu stärken. Mit einer Erhöhung der Mehrwertsteuer um 1,6 Punkte will die Regierung Sozialbeiträge der Arbeitgeber von 5,4 % für Löhne unter 2.237 € abschaffen. Im Juli 2012 wurde die Regelung jedoch vom neuen Staatspräsidenten Hollande verhindert. 1994 wurde eine ähnliche Reform der Lohnnebenkosten in den französischen Überseedépartements Martinique, Guadeloupe und Reunion eingeführt.